# Satán nunca duerme
Satán nunca duerme (título original en inglés Satan Never Sleeps) es una película dirigida por Leo McCarey según guion basado en la novela homónima de Pearl S. Buck y estrenada en 1962. Última película de McCarey, el director vuelve a temas religiosos católicos, que ya relató en películas de éxito como Going My Way (1944) y The Bells of St. Mary's (1945), ambas con Bing Crosby como protagonista.

## Sinopsis
En 1949, el sacerdote padre O'Banion (William Holden) llega a una lejana misión en China acompañado de una joven mujer nativa, Siu Lan (France Nuyen), que se le ha unido en el viaje. Su trabajo es reemplazar al actual sacerdote, el Padre Bovard (Clifton Webb), ya viejo y débil para continuar con las actividades diarias de la misión. Sin embargo, los soldados comunistas de Mao llegan a la misión antes de que Bovard pueda partir, y toman el control de la misma.